# Stannochy Bridge
Die Stannochy Bridge ist eine Straßenbrücke nahe der schottischen Kleinstadt Brechin in der Council Area Angus. 1971 wurde die Brücke in die schottischen Denkmallisten in der höchsten Denkmalkategorie A aufgenommen.

## Geschichte
Der Bau der Stannochy Bridge wurde im Jahre 1826 abgeschlossen. Für den Entwurf zeichnet James Smith verantwortlich. Architektonische Details legen eine Beteiligung Robert Stevensons nahe. Möglicherweise führte ein Verwandter Smiths die Bauarbeiten der kurz zuvor fertiggestellten Marykirk Bridge aus, die Stevenson plante.

## Beschreibung
Der Mauerwerksviadukt überspannt den South Esk rund zwei Kilometer südwestlich von Brechin. Er führt heute die von der A935 abzweigende B9134 mit einem ausgemauerten Segmentbogen über den Fluss. Dieser weist eine lichte Weite von über 30,5 m auf. Das Mauerwerk besteht aus grob zu Quadern behauenem Bruchstein, der in der Region gebrochen wurde. Die Fahrbahn ist 4,3 Meter breit.